# Königsbrück
Königsbrück település Németországban, azon belül Szászország tartományban. Lakosainak száma 4664 fő (2023. december 31.). Königsbrück Kroppen és Schwepnitz községekkel határos.

## Népesség
A település népességének változása:
| Lakosok száma | 4416 | 4417 | 4486 | 4605 | 4651 | 4664 |
|               | 2010 | 2017 | 2019 | 2021 | 2022 | 2023 |